# Kentaou
Kentaou (en kazakh : Кентау ; en russe : Кентау), est une ville de l'oblys du Kazakhstan-Méridional, au Kazakhstan. Sa population s'élevait à 57 121 habitants en 2009.

## Géographie
Kentaou est située au pied des montagnes Karataou et à une trentaine de kilomètres de la ville de Turkestan.

## Histoire
Kentaou a été fondée en août 1955. Durant l'époque de l'URSS, la population était principalement issue des minorités de Russie : Grecs, Allemands, Coréens, Tchétchènes, etc. Durant les années 1990, après la dislocation de l'Union soviétique, les mines, qui constituaient la principale activité économique de la ville fermèrent, ce qui déclencha une vague d'émigration.

## Population
Recensements (*) ou estimations de la population 
| 1959*  | 1970*  | 1979*  | 1989*  | 1999*  | 2009*  |
| ------ | ------ | ------ | ------ | ------ | ------ |
| 38 108 | 54 946 | 62 991 | 64 228 | 55 521 | 57 121 |

## Galerie

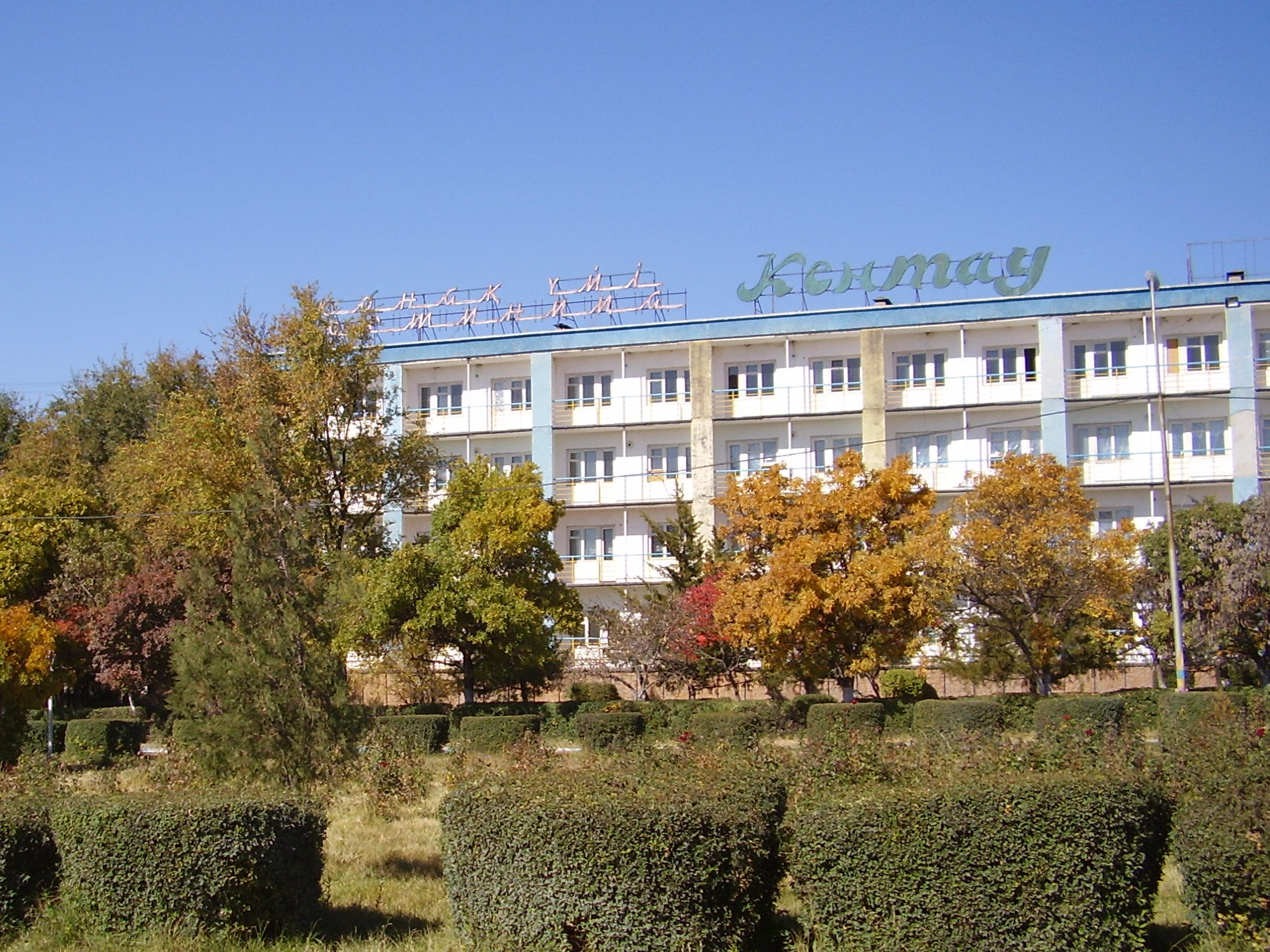
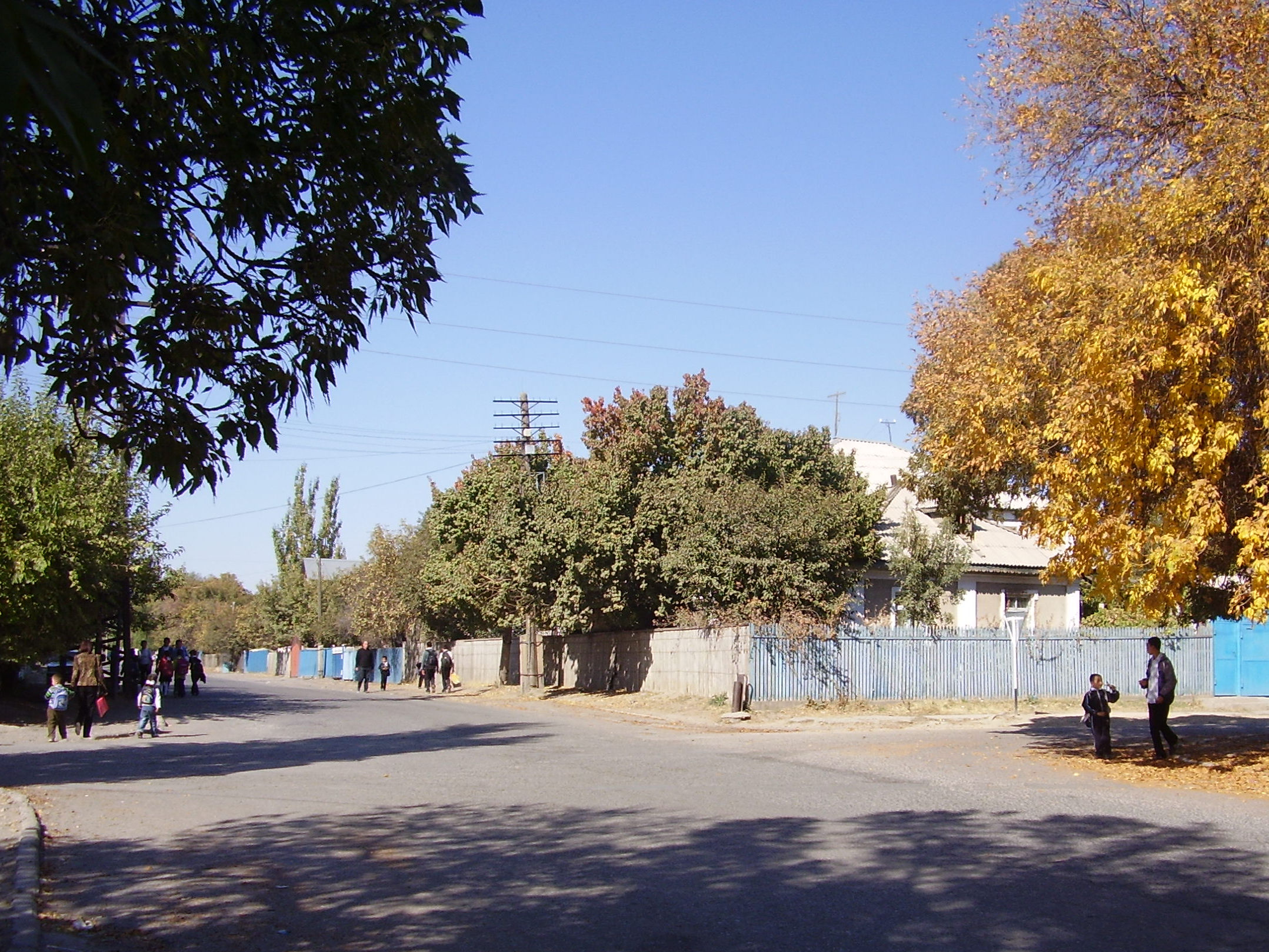